# Cyathea khasyana
Cyathea khasyana är en ormbunkeart som först beskrevs av Moore och Oskar Kuhn, och fick sitt nu gällande namn av Karel Domin. Cyathea khasyana ingår i släktet Cyathea och familjen Cyatheaceae. Inga underarter finns listade.